# Молцхајн
Молцхајн (њем. Molzhain) општина је у њемачкој савезној држави Рајна-Палатинат. Једно је од 119 општинских средишта округа Алтенкирхен (Вестервалд). Према процјени из 2010. у општини је живјело 562 становника. Посједује регионалну шифру (AGS) 7132071.

## Географски и демографски подаци
Молцхајн се налази у савезној држави Рајна-Палатинат у округу Алтенкирхен (Вестервалд). Општина се налази на надморској висини од 370 метара. Површина општине износи 2,9 km². У самом мјесту је, према процјени из 2010. године, живјело 562 становника. Просјечна густина становништва износи 193 становника/km².